# Таскран
Пограни́чный знак «Таскра́н» (каз. «Таскран» шекаралық белгісі) — памятник архитектуры XIX века в Исатайском районе Атырауской области Казахстана, в 1 км к юго-западу от села Аккистау, недалеко от трассы Атырау — Астрахань. Построен в виде башни из саманного кирпича. Входит в список памятников истории и культуры местного значения Атырауской области.

## История
Основная версия предназначения строения — пограничный знак между двуми местностями. Вероятно, он разделял границы Букеевской Орды и Уральского казачества. По данным краеведов, в 1868 году Макаш, которого назначили управлять округом, хотел определить границы этих земель и построить большой знак. Для этого Астраханская губерния выделила специальные средства, а строительство было поручено Аифу-хаджи Бекенулы.
По второй версии, так как в XIX веке во время строительства башни она располагалась на побережье Каспийского моря, то выполняла роль маяка для рыбаков. Согласно этой версии, на башне горел фитиль или факел, приспособления для которого сохранились. Рыбаки, возвращаясь с моря, ориентировались на огонь.